# 張志勇 (足球運動員)
張志勇（Cheung Chi Yung，1989年6月30日—），生於香港，前香港職業足球運動員，司職中堅，現已退役。

## 早年生活
張志勇生於香港，於中學時陪同學到學校校隊選拔，惟直到中四時因為態度問題而被趕走，最終他亦獲留隊到中五，到18歲中學畢業後，他就投身社會任職售貨員，期間在與舊同學踢球時遇上新界地區球會和富大埔執委温官球，並獲對方邀請加入青年軍接受正統足球訓練，為大埔出戰精英青年聯賽，更在青年隊一年後毅然辭去售貨員工作。

## 球會生涯
直到第二年，張志勇獲和富大埔主教練張寶春建議他轉做全職球員，加上他於新公司面試失敗不獲聘用，使他選擇以全職球員身份參與甲組賽事，可是他在效力和富大埔五季期間只獲得很少上陣機會，原本有機會外借到大中，但由於大中在跑馬地操練，在他衡量到可能負擔不起車錢下結果外借不成功，到2012年7月轉會晨曦，期間代表球會在亞協盃分組賽上陣，可是結果晨曦於分組賽以1勝4負出局。
到2013年6月，張志勇加盟甲組升班馬球會元朗，並於2015年1月11日對班霸東方的聯賽，在上半場20分接應罰球頭槌破網取得職業生涯首個入球，縱使球會被東方反勝2–1，但賽後張志勇仍將職業生涯首球送給右腳腓骨骨折的香港隊隊友黃威，球季完結後，張志勇獲老牌球會南華賞識邀請加盟，更與兒時偶像陳偉豪成為隊友和再度隨隊征戰亞協盃，可是最終南華在半準決賽出局，而表現並不穩定的張志勇，於球季完結後轉會港超聯球會香港飛馬，並於2017年12月9日對夢想FC的聯賽，取得加盟後的首個入球，協助飛馬以3–1勝出。及至2020年受新冠肺炎疫情影響，港超聯被迫延賽，包括香港飛馬在內的數間球會表明不會參加復賽，包括張在內多名飛馬球員與球會解約。張志勇於訪問中表示若來季未能落班便將退役轉行。

## 國際賽生涯
於2015年12月，張志勇獲以年輕球員組成的香港B隊徵召出戰第38屆省港盃，而他於首回合正選登場，再於2016年1月3日作客廣東隊時於開賽21分鐘接應罰球頭槌破網，但最後香港兩回合計以4–5落敗，到2016年12月，他繼續獲香港隊徵召出戰第39屆省港盃，可是他因犯錯導致失球，最終香港兩回合計再以3–4落敗。
於2017年12月，張志勇連續五屆獲香港隊徵召出戰第40屆省港盃，並獲教練郭嘉諾信任首度委任為隊長，結果他於主場對廣東隊的首回合並沒有辜負教練的信任，在79分鐘在小禁區左腳抽射破網協助香港以2–0勝出，雖然香港在作客的第二回合後落敵，但最終香港憑互射12碼4–2擊敗廣東重奪失落五年的省港盃冠軍，隨後他再在2018年2月對港聯的賀歲盃時，再取得入球可是最終香港以3–4僅敗。

## 榮譽
南華
- 香港聯賽盃亞軍（2015–16季度）
- 香港菁英盃亞軍（2015–16季度）

香港代表隊
- 省港盃冠軍（2018年）

## 外部連結
- 香港足球總會網頁球員註冊資料 （页面存档备份，存于）